# Rodolfo Chambelland
Rodolfo Chambelland (Rio de Janeiro, 29 juillet 1879 - Rio de Janeiro, 31 août 1967) est un peintre, dessinateur, enseignant et décorateur brésilien.

## Biographie
Il étudie au Lycée des Arts et Métiers et s'est inscrit en 1901 en tant qu'étudiant libre à l'École Nationale des Beaux-Arts, où il étudie avec João Zeferino da Costa, Rodolfo Amoedo et Henrique Bernardelli. Portraitiste et peintre de figures, il a du succès dans la réalisation de scènes de coutumes et de genre. Il est également responsable de certains des travaux de peinture décorative les plus importants réalisés pendant la Première République brésilienne : il fait partie de l'équipe qui décore le pavillon brésilien à la Foire internationale de Turin en 1911 — travail perdu aujourd'hui — et réalise les peintures pour la salle de bal du palais Pedro Ernesto et le dôme de la salle de l'Assemblée, au palais de Tiradentes. Ces deux dernières œuvres, toutes deux situées au centre de Rio de Janeiro, sont exécutées dans les années 1920, en partenariat avec son frère Carlos Chambelland.
À l'initiative de l'un de ses disciples, le diplomate et peintre Sergio Telles, Chambelland reçoit du ministère des Affaires étrangères de l'ordre de Rio Branco au grade de Commandeur.